# 毛河光
毛 河光（Ho-Kwang (Dave) Mao、マオ・ホークヮン、1941年6月18日 - ）は台湾の地球物理学者である。鉱物学における高圧の研究で知られる。

## 経歴
中国上海市で生まれた。7歳で台湾台北市に移り、国立台湾大学を卒業後、1年の軍務の後、アメリカ合衆国に渡りロチェスター大学で博士号を得た。カーネギー研究所の地質学研究所のスタッフとなった。高圧の研究を行った。ピーター・M・ベルとともに、ダイヤモンドアンビルを用いて、初めて100万気圧を超える高圧を発生させた。

## 受賞歴
- 1889年: P. W. Bridgman Gold Medal（AIRAPT：国際高圧科学技術協会）
- 1990年: アーサー・L・デイ賞（全米科学アカデミー）
- 2005年: バルザン賞（バルザン財団）
- 2005年: ローブリング・メダル（アメリカ鉱物学会）
- 2005年: グレゴリー・アミノフ賞（スウェーデン科学アカデミー）
- 2007年: インゲ・レーマン・メダル（アメリカ地球物理学連合）